# Majriti (planeta)
Majriti (Ypsilon Andromedae d) – planeta pozasłoneczna klasyfikowana jako gazowy olbrzym, należąca do systemu planetarnego Ypsilon Andromedae (Titawin).

## Nazwa
Nazwa własna planety, Majriti, została wyłoniona w 2015 roku w publicznym konkursie. Maslama al-Majriti był matematykiem i astronomem z należącej do Maurów Kordoby na przełomie X i XI wieku. Nazwę planety zaproponował Klub Astronomiczny Vega z Maroka.

## Charakterystyka
Orbita planety jest nieco większa od orbity Marsa i nachylona pod kątem 30° względem planety υ And c (Samh). Masę planety szacuje się obecnie na 10 mas Jowisza.